# L'Abominable
Pour les articles homonymes, voir Abominable.
L'Abominable (titre original : The Abominable) est un roman de l'écrivain américain Dan Simmons publié en 2013 puis traduit en français et publié en 2019.

## Résumé
En juin 1924, dans les Alpes, trois alpinistes escaladent depuis six jours le Cervin. Il s'agit de Richard David Deacon, dit « le Diacre », comte de Watersbury, aristocrate anglais de trente-sept ans ayant fait partie de l'expédition de reconnaissance britannique à l'Everest de 1921 (en) et de l'expédition britannique à l'Everest de 1922, de Jacob William Perry, dit Jake, un Américain de vingt-deux ans venu faire de l'alpinisme en Europe après une licence de lettres à l'Université Harvard, et de Jean-Claude Clairoux, dit J.-C., un Français de vingt-cinq ans, membre de la Compagnie des guides de Chamonix. Lors d'une pause pour manger un casse-croûte, ils découvrent sur un morceau de journal entourant leurs sandwiches que George Leigh Mallory et Andrew Comyn Irvine, deux alpinistes de l'expédition britannique à l'Everest de 1924, ont disparu à la suite de leur tentative de première ascension de l'Everest. Ils apprennent par la même occasion que deux autres alpinistes, le Britannique Percival Bromley et l'Autrichien Kurt Meyer, ont été emportés par une avalanche sur les pentes de l'Everest. Peu après, le Diacre propose à ses deux amis de tenter l'année suivante l'ascension de l'Everest, tous frais payés. J.-C. et Jake acceptent.
Durant l'été 1924, les trois amis se rendent en Angleterre, au domaine Bromley, afin de rencontré lady Bromley, mère du lord Percival Bromley disparu sur les pentes de l'Everest. Le Diacre lui propose de monter l'année suivante une petite expédition afin de rechercher son fils ou ce qu'il en restent. Lady Percival Bromley accepte de les financer à la condition que Reggie Bromley, un membre de sa famille, les accompagne et soit chargé de gérer leurs finances.
En octobre 1924, lors d'une réception organisée par l'Alpine Club au siège de la Royal Geographical Society, les trois alpinistes rencontrent plusieurs membres de expédition britannique à l'Everest de 1924 : Edward Felix Norton, sous-chef de l'expédition, Richard William George Hingston, médecin militaire, Theodore  Howard Somervell, médecin civil, John Baptist Lucius Noel, photographe et cameraman et Noel Ewart Odell (en), alpiniste, afin de réunir le plus d'information possible sur la disparition de Percival Bromley et Kurt Meyer. Ils obtiennent la confirmation que la dernière personne à avoir vu les deux alpinistes vivants est Bruno Sigl, un alpiniste allemand.
En novembre 1924, le Diacre et Jake se rendent à Munich pour rencontrer Bruno Sigl. J.-C. ne les accompagne pas, se refusant de mettre les pieds en Allemagne depuis qu'il a perdu durant la Première Guerre mondiale ses trois frères aînés, deux oncles et six autres membres de sa famille. La rencontre s'effectue dans le Bürgerbräukeller, la brasserie où se tiennent une partie des réunions du Parti national-socialiste des travailleurs allemands. Le Diacre et J.-C y font la connaissance de, outre Bruno Sigl, Ulrich Graf, garde du corps d'Adolf Hitler, Rudolf Hess, homme politique et commandant d'un bataillon de SA, et de six alpinistes allemands : Karl Bachner, Artur Wolzenbrecht, Günter Erik Rigele, Karl Schneider et Josef Wien. Bruno Sigl leur raconte que Percival Bromley et Kurt Meyer ont été emportés par une avalanche qui a eu lieu juste devant ses yeux, au-dessus du camp V situé à 7700 mètres. Dans le train qui les ramène en Suisse, le Diacre dévoile à J.-C. qu'il ne croit pas du tout à la version de Bruno Sigl. Il connait bien le lieu de l'avalanche décrite par Bruno Sigl et pour lui, il n'y a pas assez de neige à cet endroit pour qu'une avalanche se déclenche.
Début janvier 1925, les trois alpinistes se rendent à Zurich afin de rencontrer George Ingle Finch, alpiniste britannique ayant participé à l'expédition de reconnaissance britannique à l'Everest de 1921. Le Diacre lui a passé commandé en novembre 1924 de bouteilles d'oxygène et de matériel respiratoire, ainsi que de neuf parkas en duvet d'oie, pour eux trois et leur six Sherpas. Ils repartent avec les parkas, après avoir essayé le matériel respiratoire que George Ingle Finch fera ensuite expédier à Liverpool pour être chargé sur le navire à destination de l'Inde que prendront les trois alpinistes. Au moment de se séparer, ce dernier leur confie avoir revu Percival Bromley en avril 1923, lorsque ce dernier lui a rendu visite afin de le questionner à propos des empreintes de yéti qui auraient été aperçues sur l'Everest en 1922.
Les trois alpinistes se rendent à la fin du mois de janvier 1925. au pays de Galles, au nord de Snowdonia, afin d'escalader des chutes d'eau d'été transformées en cascades de glace. J.-C. montrent à ses deux amis des crampons douze pointes conçus et fabriqués par son père : dix pointes dessous et deux pointes devant. Il leur montre également des piolets de sa fabrication ainsi qu'un système de poignée bloquante sur corde fixe, qu'il a appelé « jumar ». Grâce à ces inventions, l'escalade des chutes devient presque un jeu d'enfant et leur expédition à l'Everest s'annonce de bon augure.
J.-C., Jake et le Diacre embarquent en février 1925 sur le HMS Caledonia à Liverpool pour un voyage de cinq semaines à destination de Calcutta. Une fois arrivés, un train les mène à Darjeeling, à 2 000 mètres d'altitude. Ils y rencontrent le cousin de Percival Bromley, qui s'avère être en fait une cousine, qui se nomme Katherine Christina Regina Bromley-Montfort, dite Reggie. Elle prend le commandement de l'expédition, au grand dam du Diacre, à qui elle accorde néanmoins le titre de chef de l'escalade, ainsi que la liberté de décision dans ce domaine, sous réserve de prendre en compte ses suggestions concernant la recherche de son  cousin Percy. Elle a recruté un médecin, le docteur Sushant Rabindranath Pasang, un Indien ayant fait ses études en Angleterre, à Oxford et Cambridge, puis à l'université d'Édimbourg et à l'université du Middlesex à Londres. Elle propose que chaque membre de l'expédition soit suivi par deux Sherpas, à choisir parmi une dizaine qu'elle leur présente. Enfin, elle a acheté de nombreux poneys et une quantité de nourriture plus importante que le Diacre pensait emporter. En effet, elle leur révèle avoir gravi l'année précédente les pentes de l'Everest en compagnie du docteur Pasang à la recherche du corps de son cousin et elle pense qu'ils risquent de rester immobilisés par moments du fait de la météo et elle ne veut pas devoir rentrer bredouille à cause d'un manque de nourriture. Le départ est décidé pour le 26 mars 1925.
Près de cinq semaines de randonnée plus tard, le groupe arrive le 27 avril 1925 au monastère de Rongbuk, à 5 100 mètres d'altitude, ultime étape avant l'entrée du glacier du Rongbuk, à dix-sept kilomètres. Deux jours après, les alpinistes y installent leur camp de base, à 5 150 mètres d'altitude. La météo les empêche pendant quatre jours de quitter ce camp mais l'accalmie vient le samedi 2 mai 1925, date de leur départ pour le camp I, à la base du glacier de Rongbuk oriental vers la vallée principale, qu'ils atteignent après seulement deux heures et un peu moins de cinq kilomètres, à 5 400 mètres d'altitude. Ils installent plus tard le camp II cinq kilomètres plus loin, aux alentours de 6 000 mètres d'altitude. Le 5 mai 1925, J.-C. et Jake quittent le camp II pour aller installer le camp III à une distance de huit kilomètres, à 6 400 mètres d'altitude. Ils se retrouvent alors pris dans une tempête avec des vents à plus de cent soixante kilomètres à l'heure et avec leur seul réchaud qui refuse de fonctionner, perdant ainsi leur unique moyen de faire fondre de la neige afin d'obtenir de l'eau. Ils sont sauvés deux jours après, quand la tempête se calme, par l'arrivée du reste du groupe.
Le 11 mai 1925, les alpinistes installent leur camp IV sur le col Nord à 7 000 mètres d'altitude. Après cette installation, J.-C. et Jake redescendent en direction du camp II quand ils décident de se lancer en glissade sur leurs talons, la pointe de leur piolet le servant de gouvernail. Un des Sherpas qui les accompagnent décide de les imiter mais, novice dans cette technique, pousse trop fort sur son piolet qui accroche brusquement : il atterrit sur le dos et, bras écartés, il se met à dévaler la pente de plus en plus vite, puis roule sur lui-même, passe sur un tremplin de neige et s'envole, tête la première et sa tête retombe ensuite sur un bloc rocheux couvert de neige, le blessant mortellement. Trois jours après, tout le groupe traverse péniblement la vallée pour parcourir les seize kilomètres séparant le camp de base du monastère de Rongbuk, où Dzatrul Rinpoché, réincarnation de Padmasambhava,  présidera à une cérémonie de bénédiction. Le lendemain, J.-C. et Jake, se sentant coupable de cette mort idiote, sont les seuls membres du groupe à assister à l'inhumation céleste : le corps du défunt est découpé, les os sont écrasés puis la chair est mélangée à de la farine d'orge, du thé et du lait de yak, avant d'être donnée aux vautours.
Le 15 mai 1925, le groupe d'alpinistes se retrouve à nouveau au camp IV. Le départ pour le camp V est décidé pour le 16, vers quatre heures du matin. Mais des vents à 190 kilomètres à l'heure les en empêchent. C'est donc le 17 que Reggie et Jake commencent leur escalade en vue d'aller installer le camp V, à 77 000 mètres d'altitude. Une fois cela fait, Reggie insiste pour continuer afin d'aller mettre en place le camp VI, à 82 000 mètres d'altitude. Ils y parviennent en fin de journée et sont rejoints tôt le lendemain, le 18, par le Diacre et Pasang. Une recherche des corps de Percival Bromley et de Kurt Meyer est organisée, entre le camp VI et le camp V, chacun des quatre alpinistes se voyant attribué une zone de recherche et ayant en sa possession un pistolet de détresse afin de pouvoir avertir les autres en cas de trouvaille ou de problème. Peu après, Jake découvre le corps d'un alpiniste. En remarquant les bandes molletières déchirées et effilochées sur les mollets du mort, il en déduit que l'homme est un Britannique car les Allemands et les Autrichiens n'escaladent pas avec des bandes molletières. Le corps a la jambe gauche croisée sur la droite, juste au-dessus d'une terrible fracture qui laisse apparaître de l'os blanc et des restes déchirés de ligaments à demi momifiés. Une corde est entourée très serrée autour de sa taille et son extrémité est rompue. Jake tire une fusée verte afin de faire venir les autres pour découvrir le corps de Percival Bromley. Il est tout d'abord rejoint par J.-C., en provenance du camp V, puis par le Diacre, Reggie et Pasang, qui dévoilent à Jake que le corps qu'il a trouvé n'est en aucun cas Percival Bromley mais plutôt George Leigh Mallory. En soulevant le corps, ils découvrent une terrible perforation sur la tempe droite, au-dessus de l'œil. Dans ses poches, ils trouvent une variété d'objets courants mais pas la photo de sa femme que Mallory avait apportée dans le but de la déposer au sommet ou à l'endroit le plus haut qu'il aurait pu atteindre. Ses lunettes sont dans une poche, laissant penser que la chute mortelle a eu lieu de nuit. C'est à ce moment-là que Reggie entend un cri lointain.
Les cinq alpinistes décident de descendre au camp V. Ils y retrouvent un Sherpa qui leur annonce que des yétis ont attaqué le camp de base et y ont tué tous ceux qui s'y trouvaient. Ce dernier avoue un peu après qu'il n'a pas vu l'attaque mais que deux autres Sherpas ont vu des corps démembrés. Le groupe de six descend jusqu'au camp III où quatorze Sherpas les attendent, extrêmement effrayés. Un Sherpa, qui était en train de descendre du camp I vers le camp de base, a vu le massacre de douze Sherpas par sept yétis en colère. Le Diacre ne croit pas à cette version. Il laisse leur seule arme, un pistolet qu'il a conservé après la guerre de 1914-1918 aux huit Sherpas qui restent au camp I tandis que lui, Reggie, Pasang, J.-C., Jake et de six Sherpas, se rendent au camp II récupérer des tentes. Les six Sherpas se chargent alors de transporter les tentes au camp III afin que les quatorze Sherpas puissent se protéger du froid. Les cinq alpinistes se dirigent ensuite vers le camp de base pour aller y récupérer les trois fusils qui s'y trouvent, rangés dans des caisses cadenassées, entreposées à l'intérieur d'une tente fermée.
Lorsque le groupe arrive sur une crête surplombant le camp de base, ils découvrent toutes les tentes effondrées et déchirées et un sol jonché de cadavres, dont aucun ne semble intact. Après avoir attendu la fin de la journée pour que la luminosité soit faible, ils se rendent au camp et s'aperçoivent que toutes les caisses ont été forcées, manifestement à coups de piolet, mais que celles qui contiennent les fusils et toutes les boîtes de balles ont disparu. Pasang décide de procéder à une rapide autopsie sur une ou deux dépouilles afin de déterminer la véritable cause de leur mort. Il trouve trois balles, dont deux issues de pistolets-mitrailleurs, anéantissant ainsi le récit des Sherpas à propos des yétis. Ils décident de remonter au camp III, redoutant que les Sherpas ne soient attaqués.
Sur leur chemin, ils découvrent le camp II en feu. À l'approche du camp III, ils sont attaqués par un homme déguisé en yéti, que Reggie parvient à tuer avec son pistolet de détresse. Ils découvrent avec effarement que leur assaillant est en réalité Karl Bachner, le camarade alpiniste de Bruno Sigl. Après avoir récupéré son pistolet semi-automatique, ils se rendent au camp III, où toutes les tentes sont en feu et neuf Sherpas sont morts. À ce moment-là, Reggie et le Diacre dévoilent à Jake et J.-C. la vérité à propos de Percival Bromley : il était un espion au service de la couronne britannique et devait rencontrer sur les pentes de l'Everest l'Autrichien juif Kurt Meyer afin de récupérer des informations très importantes. Elle pense que les morts de son cousin et de Kurt Meyer ne sont pas accidentelles mais causées par des alpinistes allemands. Les attaques meurtrières que ces derniers viennent d'effectuer corroborent son hypothèse. Elle pense qu'ils sont à la recherche des informations que Meyer devait transmettre à son cousin et elle veut absolument les récupérer avant eux. Les quatre hommes décident de l'y aider. Ils remontent donc vers le camp IV afin d'essayer de trouver les corps des alpinistes décédés l'année précédente. Ils se rendent compte qu'ils sont suivis par douze Allemands. Ils réussissent à en tuer sept, en utilisant le pistolet semi-automatique de Karl Bachner et en sabotant des cordes fixes utilisées par ces derniers pour une escalade. Ne pouvant redescendre, ils continuent alors leur montée, faisant une pause de cinq minutes au camp V, puis ils s'arrêtent au camp VI.
Les cinq alpinistes reprennent peu après leur montée, découvrant durant celle-ci un piolet puis le corps d'Andrew Irvine. Toujours poursuivis par cinq Allemands, ils escaladent le premier des trois ressauts (en) de l'arête Nord-Est de l'Everest. Reggie se rend ensuite sur une corniche et aperçoit trente mètres plus bas deux corps encordés, dont celui de son cousin Percival, qui pendent de chaque côté d'une aiguille de roche. Le groupe fait descendre J.-C. à l'aide d'une corde. Ce dernier parvient à récupérer une grande enveloppe, contenant cinq petites enveloppes, chacune d'elles protégeant sept photos et une ayant en plus les négatifs. Toutes les photos montrent Adolf Hitler en plein acte sexuel avec des jeunes garçons, âgés semble-t-il de huit à treize ans, le plus vieux n'étant autre que Kurt Meyer.
Toujours poursuivis, le Diacre demande à Jake de réaliser l'escalade très technique et très difficile du deuxième ressaut, situé à 8 620 mètres d'altitude, que ce dernier parvient à réaliser, posant une corde pour faciliter le passage des quatre autres. Ils sont malheureusement rejoints peu après par Bruno Sigl, les mettant en joue afin de récupérer les photos. Il blesse J.-C. afin de montrer sa détermination mais ce dernier se rue alors sur lui, l'entraînant dans une chute mortelle non sans avoir réussi auparavant à le délester de son fusil. Le Diacre s'en sert pour tuer à distance les quatre derniers alpinistes allemands. Le Diacre décide ensuite de tenter d'atteindre le sommet, dans le but de descendre par la face Sud vers le Népal. Reggie décide de l'accompagner, dévoilant ainsi au grand jour une idylle qui semble avoir commencé à Darjeeling. Pasang diagnostique que Jake est trop amoindri physiquement pour espérer survivre à une telle ascension et Reggie lui demande de l'aider à redescendre puis de le ramener à la plantation à Darjeeling, plantation qu'elle lui lègue. Le groupe se sépare, chacun de ses membres récupérant une enveloppe avec les sept photos, Jake devant se rendre à Londres pour la remettre aux autorités britanniques.
En août 1925, Jake rencontre à Londres Winston Churchill à qui il remet l'enveloppe. Il retourne ensuite aux États-Unis. Il y reçoit en octobre 1929 une carte postale du Népal avec un bref message évoquant un couple et leurs deux enfants Charles et Ruth-Anne. Charles est le prénom d'un cousin de Reggie, frère aîné de Percival et Ruth-Anne celui d'une jeune sœur du Diacre. En 1943, alors officier de renseignement détaché en Grèce, Jake apprend grâce à un de ses contact que Winston Churchill s'est servi des photos pour négocier avec l'Allemagne nazie l'abandon de l'invasion du Royaume-Uni.

## Éditions
- The Abominable, Little, Brown and Company, 22 octobre 2013, 663 p.  (ISBN 978-0-316-19883-7)
- L'Abominable, Robert Laffont, 17 octobre 2019, trad. Cécile Arnaud, 660 p.  (ISBN 978-2-221-21868-6)
- L'Abominable, Pocket no 17663, 1er octobre 2020, trad. Cécile Arnaud, 960 p.  (ISBN 978-2-266-29776-9)